# 山本順寛
山本 順寛（やまもと よりひろ、1953年1月 - ）は、日本の工学者。東京工科大学元教授。博士（工学）。

## 人物・経歴
1980年に東京大学大学院工学系研究科博士課程修了後、東京大学工学部反応科学科助手となる。1985年にカルフォルニア大学バークレー校生物化学科博士研究員となり、1987年に東京大学工学部反応科学科助手に復職する。その後、同大講師、助教授を歴任。2003年に、東京工科大学バイオニクス学部（現・応用生物学部）教授に就任。日本コエンザイムQ協会理事長、日本フリーラジカル学会理事、日本抗加齢医学会理事等を務める。専門分野は、生物有機化学、脂質生化学、医化学など。
坐禅と読書が趣味で、あだ名は「じゅんかん（Junkan）」。

## 略歴
- 1953年 徳島県板野郡藍住町にて出生
- 1971年 徳島県立城南高等学校卒業
- 1975年 東京大学工学部反応科学科卒業
- 1980年 東京大学大学院工学系研究科反応化学専攻博士課程修了。東京大学工学部反応科学科助手
- 1985年 カルフォルニア大学バークレー校生物化学科博士研究員
- 1990年 東京大学工学部反応化学科講師
- 1991年 東京大学工学部反応化学科助教授
- 1994年 東京大学先端科学技術研究センター助教授
- 2000年 東京大学大学院工学系研究科化学生命工学専攻助教授
- 2003年 東京工科大学バイオニクス学部教授

## 著書
- 「コエンザイムQ10総合ガイドブック―細胞から元気になる! 」宣伝会議（2003）
- 「美肌 健康 アンチエイジング CoQ10(コエンザイムQ10)よく効くレシピとエクササイズ」日本実業出版社（2005）
- 「コエンザイムQ10まるわかりBOOK 」 ワニマガジン社（2005）

## 関連
- ユビキノン